# Набіль Аліуї
Набіль Аліуї (фр. Nabil Alioui, нар. 18 лютого 1999, Тулон) — французький футболіст, нападник резервного складу французького «Монако» і молодіжної збірної Франції.

## Клубна кар'єра
Народився 18 лютого 1999 року в місті Тулон. Має марокканське та малагасійське походження. Вихованець футбольної школи клубу «Монако».
У дорослому футболі дебютував 2017 року виступами за другу команду клубу «Монако», в якій провів один сезон, взявши участь у 21 матчі чемпіонату. Більшість часу, проведеного у складі резервістів «Монако», був основним гравцем атакувальної ланки команди.
Сезон 2018/19 провів в оренді у фарм-клубі «Монако» «Серкль» (Брюгге). За рік відіграв за команду з Брюгге 12 матчів в національному чемпіонаті.
Влітку 2019 повернувся з оренди назад до «Монако» та продовжив виступати за резервний склад.

## Виступи за збірні
У 2014 році дебютував у складі юнацької збірної Франції, взяв участь у 17 іграх на юнацькому рівні, відзначившись 5 забитими голами.
Аліуї представляв збірну Франції U19 на Чемпіонаті Європи 2018 року серед юнаків до 19 років.
Протягом 2019 року залучався до складу молодіжної збірної Франції (U-20). На молодіжному рівні зіграв в 9 міжнародних матчах.
12 серпня 2020 року він підписав чотирирічний контракт з «Гавром».